# حسانیه هتیا
حسانیه هتیا (به عربی: الحسانیة هتیا) یک روستا در سوریه است که در ناحیه الجانودیه واقع شده‌است. حسانیه هتیا ۶۸۱ نفر جمعیت دارد.